# 沈泊塵
沈 泊塵（しん はくじん、1889年 – 1920年3月7日）は、中華民国最初期の画家・漫画家。泊塵は雅号で、名は学明。字は伯誠。他の名義には沈忱や沈明もあったという。海上画派系の仕女画家として上海の新聞紙上に作品を掲載し、また、中国人運営としては初の漫画雑誌『上海パック（原文：上海溌克）』を創刊した。弟にはジャーナリスト・官僚・文物収集家・文筆家・翻訳者の沈能毅（沈学仁）がいる。

## 事績

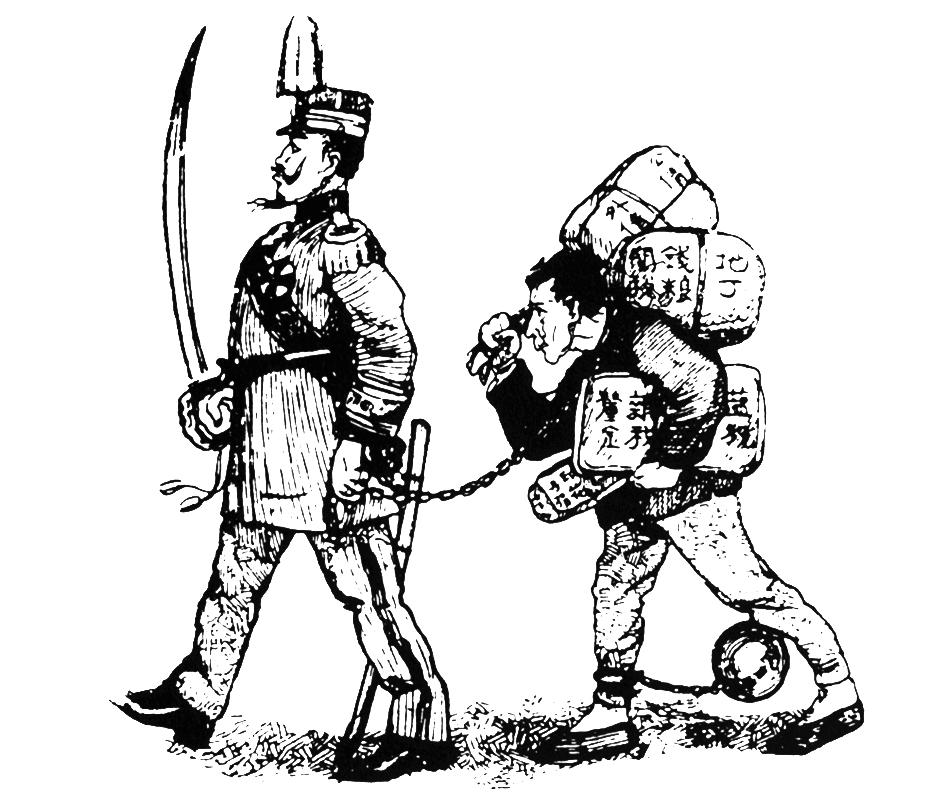
『上海パック』掲載の沈泊塵作品

早くに父を亡くしたため、年少の頃は杭州や上海の商家で丁稚奉公していた。その一方で絵画への関心も高く、『点石斎画報』に掲載される呉友如の絵を手本として練習していた。
1909年（宣統元年）、本格的に画家としての修行を開始するため、海上画派の代表的人物である銭慧安や潘雅声に師事し、人物画や仕女画に長じるようになった。沈泊塵の作品、特に仕女画は、上海の「大報」（新聞一般紙の類。タブロイド紙類の「小報」の対義語）である『申報』・『時事新報』・『大共和日報』・『神州日報（画報）』・『民権画報』に掲載された。後には「小報」の『晶報』にも掲載されている。
沈泊塵は漫画家としても活躍し、特に風刺画を得意としていた。1918年（民国7年）、沈泊塵は弟の沈能毅らと沈氏兄弟公司を創立し、9月1日には中国人運営のものとしては初の漫画雑誌『上海パック（原文：上海溌克）』を創刊した。なお「パック」という名前は、英国のユーモア雑誌『ポンチ』からとったものとされる。内容は封建軍閥や帝国主義による人民への圧迫を批判するものとなっており、五四運動の社会背景もあって、『上海パック』はたちまち話題になったという。
しかし、沈泊塵は生来病弱であり、1920年（民国9年）3月7日、上海にて肺病で死去した。享年32。これにより好評だった『上海パック』も僅か4号での廃刊を余儀なくされたが、この雑誌から後進の漫画家も育ったという。弟の沈能毅は、上海キリスト教青年会の協力を得て沈泊塵風刺漫画展を開催したが、このような漫画展も中国では最初のものの1つとされている。